# Ed Schultz
Edward «Ed» Andrew Schultz (Norfolk, Virginia; 27 de enero de 1954-Washington D. C.; 5 de julio de 2018) fue un presentador de televisión y radio y comentarista político y deportivo estadounidense.

## Biografía
Schultz obtuvo una beca deportiva en la Universidad Estatal de Minnesota en Moorhead, resultando All-American de fútbol americano de la NAIA. Firmó como agente libre de los Oakland Raiders de la NFL, y entrenó con los Winnipeg Blue Bombers de la CFL, pero su carrera profesional no prosperó.
A continuación, trabajó como periodista deportivo en radio y televisión de Dakota del Norte, siendo relator de los partidos de fútbol americano de los North Dakota State Bison y los North Dakota Fighting Hawks, culminando dicha labor en 2003.
En 1992, Schultz comenzó a conducir un programa radial de política en Dakota de Norte, cuyo alcance abarcó varios estados. En 2004, comenzó un programa radial con alcance nacional, The Ed Schultz Show.
En 2009, Schultz se mudó de Dakota del Norte a la ciudad de Nueva York, donde emitió el programa de televisión The Ed Show en la MSNBC desde 2009 hasta 2015.
En los últimos años de su vida, trabajó para RT America dirigiendo un programa que se emitía en primetime los días laborables de la semana.
Falleció el 5 de julio de 2018, por causas naturales, en Washington D. C., donde trabajaba para RT America. La redactora jefe de RT, Margarita Simonián, declaró lo siguiente: «Estamos devastados por la noticia de la muerte repentina de nuestro brillante presentador, uno de los mejores periodistas de Estados Unidos». El senador Bernie Sanders también colgó un comunicado en Facebook, haciéndose eco del fallecimiento de Schultz. Rezaba lo siguiente:

Ed Schultz fue un ferviente defensor de los trabajadores estadounidenses y apoyó sin ambajes las políticas comerciales que favorecen a todos y no solo a las grandes corporaciones. Durante años, ha levantado su voz contra la fuerza de la avaricia corporativa. Ed era mi amigo y se le echará mucho de menos.